# Richard Matvichuk
Richard Matvicuk (Edmonton, 5 febbraio 1973) è un ex hockeista su ghiaccio canadese di ruolo difensore che vinse nel 1999 la Stanley Cup con i Dallas Stars.

## Carriera

### Club
Nonostante fosse nato ad Edmonton Richard Matvichuk crebbe nella città vicina di Fort Saskatchewan, dove iniziò a giocare ad hockey su ghiaccio. Matvichuk disputò tre stagioni nella Western Hockey League con la maglia dei Saskatoon Blades, entrando nella stagione 1991-92 nell'All-Star Team della lega e vincendo il premio per il miglior difensore. In 214 partite totalizzò 38 reti e 117 assist. Nel 1991 fu scelto in ottava posizione assoluta dai Minnesota North Stars.
Dopo aver fatto il suo esordio in National Hockey League, alternando presenze nella formazione affiliata dei Kalamazoo Wings, Richard seguì il trasferimento della franchigia a Dallas, nel Texas. Nelle due stagioni successive collezionò altre presenze in IHL, prima di diventare difensore titolare di Dallas. Matvichuk disputò 12 stagioni con la maglia degli Stars, segnando 41 reti e 145 assist, e conquistò nel 1999 la prima Stanley Cup nella storia della franchigia.
Nell'estate del 2004 Matvichuk diventò free agent, e saltò la stagione seguente a causa del lockout. L'anno successivo fu ingaggiato dai New Jersey Devils, così come già avvenuto per gli ex giocatori degli Stars Jamie Langenbrunner e Joe Nieuwendyk. Fu costretto a saltare la parte conclusiva della stagione 2006–07 a causa di un intervento alla schiena. Dopo due stagioni con 11 punti in 79 apparizioni Matvichuk trascorse la stagione successiva in American Hockey League con la formazione affiliata dei Lowell Devils. Nell'estate del 2008 fu invitato al camp estivo dei Columbus Blue Jackets, senza riuscire tuttavia a trovare un ingaggio.

### Nazionale
Nell'inverno fra il 1991 ed il 1992 Richard Matvichuk fu chiamato nella formazione canadese U20 per prendere parte ai mondiali di categoria disputati in Germania; collezionò in quell'occasione quattro presenze. Nel 2002 fu invece chiamato dalla nazionale maggiore per prendere parte al mondiale in Svezia, dove segnò una rete in sette partite.

## Palmarès

### Club
- Stanley Cup: 1

Dallas: 1998-1999

### Individuale
- CHL Second All-Star Team: 1

1991-1992
- WHL First All-Star Team: 1

1991-1992